# Catharsis (banda rusa)
Catharsis es un grupo de power metal ruso, formado en 1996 en Moscú, Rusia.

## Biografía
La banda fue creada en 1996 por el guitarrista Igor Polakov y el vocalista Sergey Bendrikov. En su primer la banda tocó una especie de doom metal, pero desde su segundo álbum Febris Erotica, el estilo de la banda cambió a favor del metal neoclásico. Este álbum recibió muy buenas críticas dentro de las revistas de rock en Rusia. Los lectores de la revista Rock City magazine votaron por Catharsis como "1999's Best Rookies" (Mejores novatos del 1999). El siguiente álbum "Dea" fue interpretado por un nuevo vocalista Oleg Zhilyakov.

## Miembros
- Oleg Zhilyakov - Vocal (2000-)
- Oleg Mission - Guitarras y flauta (ex-Common Sense, End Zone, Specter) (2002-)
- Julia "Red" Egorova - Efectos de sonido y teclados (1997 - )
- Igor "Jeff" Polyakov - Guitarras (1996-)
- Alexander Timonin  - Bajo (ex-Satarial) (2002-)
- Anatoly Levitin - Batería (Spaint) (2008-)

## Exmiembros
- Sergey "Immortal" Bendrikov - Vocal (1997-1998)
- Andrey Kapachov - Vocal (P.oS.T., ex-Hunters, I.N.R.I. (Rus), Noch) (1999)
- Andrey Bartkevitch - Vocal (1999)
- Anthony Arikh - Guitarra (1997- 2001)
- Tatiana Korablina - Teclado, Vocal (1997-1998)
- Alexandra Abanina - Teclado, Vocal (1998)
- Alexey "Cry" Kraev - Bajo (1998)
- Roman Senkin - Bajo (ex-End Zone, Scrambled Defuncts ) (1999)
- Vadim Bystrov - Bajo (2000)
- Vladimir Muchnov - Batería (1997-2001) (ex-Ens Cogitans, ex-Southwake, BeZumnie Usiliya)
- Andrey Ischenko - Batería (ex-End Zone, ex-Dreaming Soul, ex-Mortem (Rus), Scrambled Defuncts, Ashen Light, Hatecraft, Hieronymus Bosch, Stigmatic Chorus, Rogatye Trupoedy, Shadow Host, Symbol, Esgharioth, live for Valkyria (Rus)) (2002-)
- Alexey Barzilovich - Batería (ex-Arteria (Rus)) (2006-2007)

## Discografía

### Álbumes y EP
- Proles Florum (1998)
- Febris Erotica (1999)
- Dea (2001)
- Imago (2002)
- Imago (Имаго) (2003)
- Prizrachnyj Svet (Призрачный Свет) (2004)
- Krylya (Крылья) (2005)

### Álbumes en vivo
- Verni Im Nebo (Верни им небо) (2005 / 2006)

### Sencillos
- Ballada Zemli (Баллада Земли) (2007)

### Demos
- Child of the Flowers (1997)
- Taedium Vitae (1999)
- Prima Scriptio (2003)